# ميتال جير أسيد
ميتال جير أسيد (بالإنجليزية: Metal Gear Acid)‏ هي لعبة فيديو من نوع تسلل، تاريخ صدورها هو 16 ديسمبر 2004 . وهي متوفرة على أجهزة بلاي ستيشن بورتبل . اللعبة من تطوير كونامي وهي من نشر كونامي .